# Koeye River
Der Koeye River ist ein 35 km langer Zufluss des Pazifischen Ozeans im südwestlichen British Columbia in Kanada. 

## Flusslauf
Das Quellgebiet des Koeye River liegt in den Pacific Ranges, einem Teilgebirge der Coast Mountains, auf einer Höhe von 1100 m. Der Koeye River fließt anfangs 5 km nach Norden und wendet sich anschließend nach Westen. Er durchfließt einen 3,5 km langen namenlosen See. Nach 6,5 km erreicht er das östliche Ende des 6,3 km langen Koeye Lake. 
Unmittelbar unterhalb diesem durchfließt der Koeye River noch den Little Koeye Lake. Anschließend fließt der Koeye River noch 11 km nach Westen, bevor er den Fitz Hugh Sound erreicht. Die letzten 4 km bilden das Ästuar des Flusses. In diesem Flussabschnitt befinden sich drei Flussinseln. Das Einzugsgebiet des Koeye River umfasst etwa 165 km². Es liegt vollständig innerhalb des 190 km² großen Schutzgebietes Koeye Conservancy. Dieses liegt im Stammesgebiet der Wuikinuxv First Nation.

## Fischfauna
Im Flusssystem des Koeye River kommen alle fünf pazifischen Lachsarten vor. Buckellachs, Ketalachs und Silberlachs laichen im Unterlauf des Flusses. Rotlachs und Königslachs nutzen als Laichplätze die tieferen Seen am Mittellauf des Koeye River. Außerdem gibt es Steelhead- und Cutthroat-Forellen. Die Fische bilden eine wichtige Nahrungsquelle für die Grizzly-Bärenpopulation im Schutzgebiet.